# Kris De Wree
Kris De Wree (Sint-Gillis-Waas, Bélgica, 21 de mayo de 1981), futbolista belga. Juega de defensan y su actual equipo es el Lierse SK de la Jupiler League de Bélgica. 

## Clubes
| Club               | País         | Año       |
| ------------------ | ------------ | --------- |
| KSK Beveren        | Bélgica      | 2000-2001 |
| Germinal Beerschot | Bélgica      | 2001-2009 |
| Roda JC            | Países Bajos | 2009-2010 |
| Lierse SK          | Bélgica      | 2010-     |